# Nouvelles ecclésiastiques

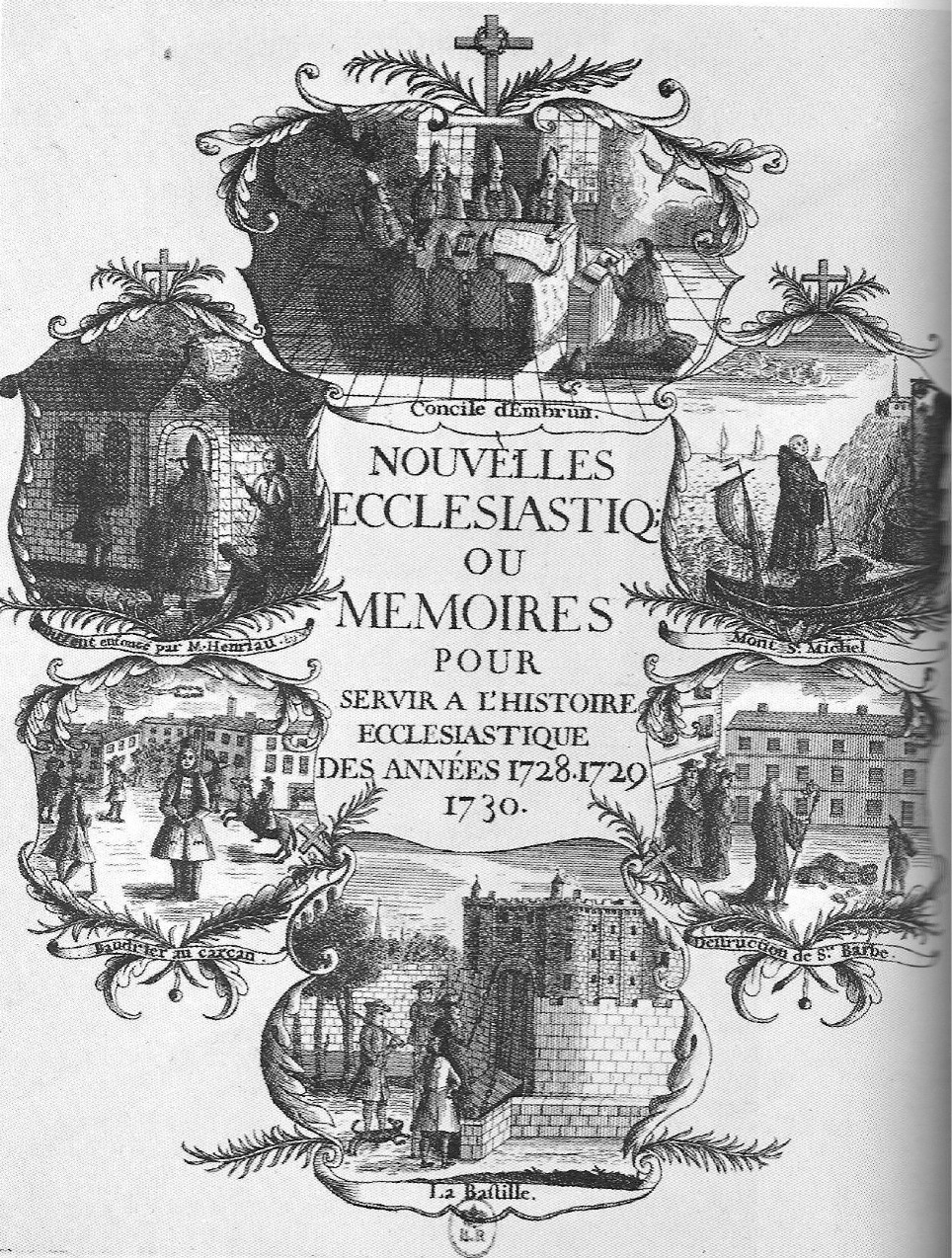
Couverture d'un exemplaire des Nouvelles ecclésiastiques, vers 1730. Anonyme.

Les Nouvelles ecclésiastiques ou mémoires pour servir à l'histoire de la constitution Unigenitus est une publication hebdomadaire française janséniste parue de 1728 à 1803.

## Histoire
Les Nouvelles ecclésiastiques sont fondées en 1728 par l'abbé Alexis Désessarts (1687-1774) pour lutter contre la mise en application de la Bulle Unigenitus (1713) et soutenir les jansénistes inquiétés par le pouvoir royal ou ecclésiastique.
La périodicité des Nouvelles ecclésiastiques est hebdomadaire et le périodique est tiré rapidement à 6000 exemplaires. Elles sont publiées de manière clandestine.
Les rédacteurs des Nouvelles ecclésiastiques ont la particularité pour l'époque d'être particulièrement bien informés, y compris de ce qui se passait dans les milieux gouvernementaux. L'influence de ce journal a largement dépassé les milieux ecclésiastiques concernés par le jansénisme. Les historiens considèrent qu'il a contribué à la naissance de l'esprit public à Paris.
Les Nouvelles ecclésiastiques sont caractérisées par un ton polémique et partial. Elles sont militantes et fustigent les jésuites, accusés de tous les maux. Les partisans de la Bulle Unigenitus sont unanimement critiqués, sans qu'on leur trouve jamais le moindre côté positif. À l'inverse, les jansénistes sont toujours injustement persécutés et les curés jansénistes inquiétés sont vus comme de véritables martyrs.
Les Nouvelles ecclésiastiques sont assez réservées au sujet des convulsionnaires. Les rédacteurs estiment qu'il ne faut pas exclure l'intervention divine dans ces événements mais ils critiquent les excès des convulsionnaires.
Au long du XVIIIe siècle, les Nouvelles ecclésiastiques jouent le rôle du seul journal populaire d'opposition religieuse et politique en France.
Au début de la Révolution française, le principal rédacteur des Nouvelles ecclésiastique, l'abbé Mouton, prit fait et cause pour la Révolution. Il approuva totalement la Constitution civile du clergé, ce qui entraîna une scission du réseau janséniste et la parution momentanée de Contres-Nouvelles ecclésiastiques de 1791 à 1793.
Claude Guénin de Saint-Marc, le dernier rédacteur des Nouvelles Ecclésiastiques, partit se réfugier en Hollande auprès des jansénistes de la Petite Église d'Utrecht et le journal cessa d'être imprimé en 1803. Il subsista tout de même sous une forme manuscrite, mais beaucoup moins diffusée, jusqu'en 1828.
Josse Le Plat, professeur à l'Université de Louvain collabora un certain temps avec l'abbé Mouton dans la rédaction de cette revue.

## Un modèle de journal clandestin

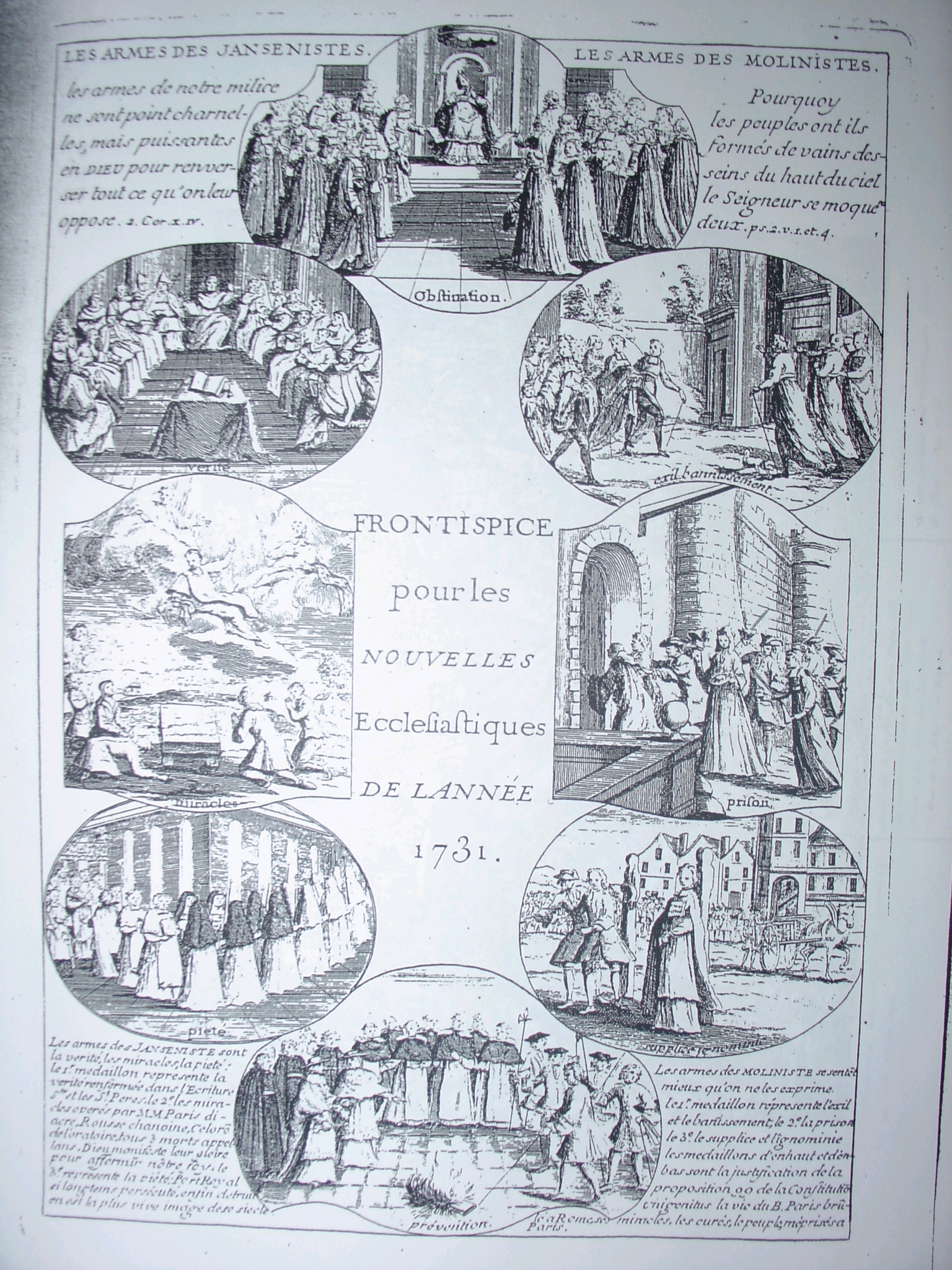
Frontispice d'un exemplaire des Nouvelles ecclésiastiques de 1731

Les Nouvelles ecclésiastiques sont considérées comme un modèle d'organisation de journal clandestin. L'organisation était très aboutie et exemplaire : le responsable de la publication n'était connu que de trois personnes qui passaient chez lui à une demi-heure d'intervalle et recevaient ensuite de la même manière les sous-correspondants qui étaient à leur tour visités par les sept imprimeurs. Enfin, neuf colporteurs se rendaient selon le même processus auprès des imprimeurs prendre livraison du journal pour le diffuser. Chaque individu ne connaissait que le correspondant auquel il avait affaire et si, dans la demi-heure indiquée, il ne l'avait pas vu, il se rendait immédiatement dans une maison qui servait de refuge et d'où on pouvait donner l'alerte.
Ainsi, toute arrestation isolée ne pouvait provoquer le démantèlement du réseau. Malgré le harcèlement de la police, qui traquait rédacteurs et imprimeurs, le journal pouvait se diffuser et les échecs de la police provoquaient l'ironie narquoise du peuple.
Une anecdote est révélatrice de l'efficacité de ce réseau clandestin : un jour, un lieutenant de police effectue une perquisition chez un imprimeur clandestin. Il arrête celui-ci et est occupé dans la cave où étaient imprimées les Nouvelles ecclésiastiques à saisir le matériel. Lorsqu'il ressort, il trouve sur le siège de son carrosse un exemplaire des Nouvelles ecclésiastiques si fraîchement imprimé que l'encre est encore humide. On voit bien que l'efficacité du réseau se doublait d'une ironie cinglante envers le pouvoir considéré comme persécuteur.

### Lieux d'impression clandestine?
Selon l'abbé Angot, des écrivains sérieux ont prétendu que Louis François Ambroise prêtait clandestinement ses presses aux Nouvelles ecclésiastiques ; on va jusqu'à désigner la maison de la rue Renaise où cette imprimerie fonctionnait à Laval, déroutant toutes les recherches de la justice.
La question ne sera sans doute jamais éclaircie quoiqu'elle mérite d'exercer la sagacité des chercheurs. L'abbé Angot ne peut donner qu'un indice, c'est la quantité relativement considérable de caractères qui fut trouvée après le décès du sieur Ambroise à son domicile, quantité tout à fait disproportionnée avec les besoins d'une imprimerie qui officiellement n'a jamais produit que des bagatelles, et qui avait besoin du concours des presses de La Flèche, du Mans, d'Angers pour approvisionner sa librairie des ouvrages spéciaux au public lavallois.